# Acanthiza lineata
Acanthiza lineata là một loài chim trong họ Acanthizidae. Đây là loài đặc hữu của Úc, nơi sinh sống tự nhiên của chúng là rừng khô nhiệt đới hoặc cận nhiệt đới.

## Phân loại
John Gould đã mô tả Acanthiza lineata vào năm 1838, đặt cho nó cái tên thông thường là acanthiza vạch (striated acanthiza). Các tên thường gọi khác bao gồm thornbill hoặc tit-warbler mào sọc, tit-warbler hoặc tit vạch, và thornbill xanh.
Acanthiza lineata có tên ban đầu là "thornbill vạch".
Một nghiên cứu di truyền năm 2017 sử dụng cả DNA ty thể và nhân cho thấy tổ tiên của loài này được tách ra từ Acanthiza nana khoảng 6 triệu năm trước.
Bốn phân loài được công nhận.
- A. lineata alberti (được tìm thấy ở phía đông nam Queensland) nhợt nhạt hơn và có màu vàng hơn so với các phân loài được chỉ định. Chúng có phần đầu nâu cam sáng với các vệt trắng nổi bật, mặt sau màu vàng ô liu, sống tập trung thành một khu vực rộng lớn trải dài từ Tenterfield về phía nam đến Cảng Macquarie trên bờ biển và vùng đất liền Tamworth.[6]
- A. lineata lineata được tìm thấy trên khắp New South Wales và Victoria, giữa Grampians và Warrnambool, lẫn biên giới Nam Úc.
- A. lineata clelandii nhỏ hơn và nhạt màu hơn các phân loài được chỉ định và có phần lưng xám hơn. Chúng được tìm thấy ở phía đông nam Nam Úc đến Adelaide.
- A. lineata whitei nhỏ hơn và có màu tối hơn các phân loài được chỉ định, với một vẻ ngoài màu xám, sống tập trung trên đảo Kangaroo.

## Mô tả
Con trưởng thành có chiều dài 9–10 xentimét (3,5–3,9 in) và nặng khoảng 7 gam (0,25 oz). Phần đầu chúng có một mào màu nâu đỏ hoặc màu nâu cam với các vệt màu kem, phần trên màu vàng ô liu xỉn, mạn sườn màu xám ô liu và phần dưới có vệt đen.
Acanthiza pusilla cũng có những đặc điểm tương tự nhưng phần đầu không có màu nâu cam và sống trong các tán cây bụi.

## Tìm kiếm thức ăn
Acanthiza lineata chủ yếu ăn côn trùng trong tán cây bạch đàn, lượm lặt lá để săn con mồi. Chúng thường treo ngược mình trong khi tìm kiếm thức ăn. Chúng cũng thường đến thăm và ăn các loại mật hoa trên lá của những cây keo (Acacia terminalis), giúp thụ phấn cho cây khi cọ vào đầu hoa trong khi tìm thức ăn.

## Sinh sản
Acanthiza lineata sống thành đàn từ 7 đến 20 cá thể ngoài mùa sinh sản từ cuối mùa hè đến mùa đông, trước khi chia thành các nhóm 2 đến 4 cá thể, gồm một cặp giao phối và các cá thể hỗ trợ.